# Nyasalandia
Nyasalandia (en inglés y oficialmente: Nyasaland) fue un protectorado británico establecido el 6 de julio de 1907 cuando el Protectorado Británico de África Central cambió de denominación. Su nombre hace referencia al lago Nyasa, situado en el noreste del país. Desde 1964 se conoce al país con el nombre de Malaui, y al lago Nyasa como lago Malaui. Entre los años 1953 y 1963 Nyasalandia se reagrupó con los entonces territorios de Rodesia del Norte y Rodesia del Sur formando la Federación de Rodesia y Nyasalandia, como parte de un experimento colonial británico para tratar de desarrollar económicamente esa región africana y tratar de contener los anhelos independentistas de la región, si bien terminó disolviéndose tras fracasar en sus propósitos.
La bandera del protectorado fue el pabellón azul británico, de 1907 a 1914 con el emblema de la antigua África Central y desde entonces hasta 1964 con el escudo concedido al territorio el 11 de mayo de 1914 —estando hasta el 28 de abril de 1919 dentro de un disco blanco, y desde entonces sin él—, con la excepción del periodo comprendido entre 1953 y 1963, que la bandera fue la Federación de Rodesia y Nyasalandia.

## Protectorado dependiente de la oficina colonial
La designación Protectorado de los Distritos de Nyasalandia, o Nyasalandia, fue el nombre dado a los territorios en los que actualmente se sitúa Malaui desde el año 1891. Anteriormente los británicos establecidos por la zona se encontraban en las cercanías del río Shire, llamándose hasta entonces el territorio Protectorado del río Shire, y fue al expandirse por la región del lago Nyasa, cuando el protectorado cambio de nombre, el cual fue adoptado oficialmente el 15 de mayo de 1891, manteniéndose únicamente hasta el 23 de febrero de 1893, cuando fue nuevamente rebautizado como Protectorado Británico de África Central.
Al estallar la Primera Guerra Mundial en 1914 se produjo una invasión del territorio por fuerzas alemanas que fueron rechazados por las tropas que permanecían en el territorio. Durante los años 1920 y 1930 se vieron en el territorio muchas mejoras en las infraestructuras, sobre todo en los ferrocarriles y carreteras. A partir de 1930 hubo movimientos indígenas reclamando más participación, pero los colonos blancos se opusieron y les hizo partidarios de la unión con las dos Rodesias para formar una federación, pero la Segunda Guerra Mundial (1939-1945) detuvo esos planes un tiempo.

## Protectorado dentro de la Federación de Rhodesia y Nyasalandia

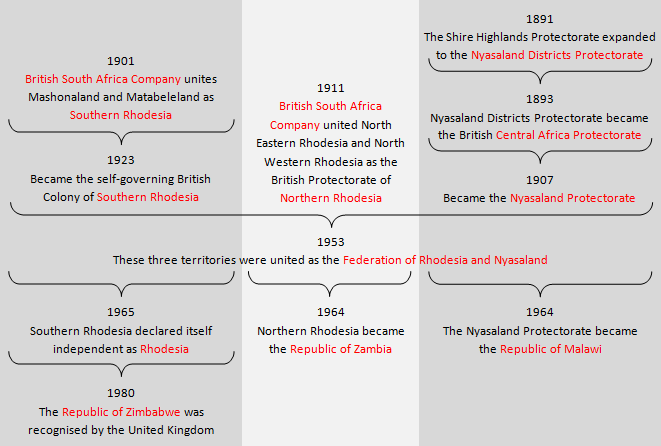
Evolución temporal del Protectorado de Nyasalandia (en inglés).

Al finalizar la Segunda Guerra Mundial el proyecto de federación se reactivó y finalmente el 1 de agosto de 1953 la Oficina Colonial Británica (en inglés: British Colonial Office) creó una federación uniendo al protectorado de Nyasalandia con las dos Rodesias, formando una colonia que recibió el nombre de Federación de Rodesia y Nyasalandia. Esta federación no contaba con el apoyo de la población indígena, que la veía como una continuación de la dominación de los blancos, además de una forma de retrasar su independencia. Por otra parte el gobierno blanco de Rodesia del Sur no quería hacer inversiones en las otras dos colonias.
Uno de los jefes africanos, el doctor Hastings Banda, se fue en 1953 a Ghana, volviendo en 1958 y logrando la presidencia del Congreso Africano de Nyasalandia, organizando una campaña contra la federación en 1959, la cual provocó disturbios que obligaron a declarar el estado de emergencia, y Hastings Banda fue encarcelado. La introducción de políticas de segregación racial (apartheid) en Sudáfrica supuso un duro golpe para la federación, ya que los indígenas pensaron que podría pasar lo mismo en el territorio, y el rechace a la misma fue total.
En 1960 Banda fue liberado, y al año siguiente invitado a la conferencia constitucional, donde se acordó que Nyasalandia permanecería en la federación, pero los africanos tendrían la mayoría en el consejo legislativo. Se celebraron elecciones, gracias a las cuales Banda llegó a ministro en 1961. La modificación de mayorías en los Consejos Legislativos supuso que los indígenas podían declarar el final de la federación.

### Territorio autónomo
El 1 de febrero de 1963 se estableció un gobierno autónomo presidido por Banda, y el 9 de mayo siguiente se concedió la autonomía al territorio. La federación estaba prácticamente muerta y terminó disolviéndose formalmente el 31 de diciembre de 1963. El 6 de julio de 1964 se proclamó la independencia del territorio, convirtiéndose en la república de Malaui, siendo Hastings Banda el primer presidente del país recién formado.

## Población
La población del territorio en 1911 estaba compuesta por 969.183 nativos, 766 europeos y 481 asiáticos. En marzo de 1920 los europeos ascendían a 1015 y los asiáticos a 515. Se estimaba que en 1919 los nativos eran 561.600 hombres y 664.400 mujeres, siendo un total de 1 226 000. En Blantyre, la ciudad principal, había unos 300 residentes europeos.

## Economía colonial
El cultivo del algodón era la principal industria de Nyasalandia, aunque desde el año 1918 comenzó a sustituirse por el tabaco, debido en parte a la negligencia de utilizar en el cultivo de algodón semillas seleccionadas y diversos errores de cultivo, y también al hecho de que donde el suelo y el clima era más adecuado, el tabaco resultaba más rentable.

## Lista de gobernadores de Nyasalandia
- Sir William Henry Manning: octubre de 1907 – 1 de mayo de 1908
- Sir Alfred Sharpe: 1 de mayo de 1908 – 1 de abril de 1910
- Francis Barrow Pearce: 1 de abril de 1910 – 4 de julio de 1910
- Henry Richard Wallis: 4 de julio de 1910 – 6 de febrero de 1911
- Sir William Henry Manning: 6 de febrero de 1911 – 23 de septiembre de 1913
- George Smith: 23 de septiembre de 1913 – 12 de abril de 1923
- Richard Sims Donkin Rankine: 12 de abril de 1923 – 27 de marzo de 1924
- Sir Charles Calvert Bowring: 27 de marzo de 1924 – 30 de mayo de 1929
- Wilfred Bennett Davidson-Houston: 30 de mayo de 1929 – 7 de noviembre de 1929
- Shenton Whitelegge Thomas: 7 de noviembre de 1929 – 22 de noviembre de 1932
- Sir Hubert Winthrop Young: 22 de noviembre de 1932 – 9 de abril de 1934
- Kenneth Lambert Hall: 9 de abril de 1934 – 21 de septiembre de 1934
- Sir Harold Baxter Kittermaster: 21 de septiembre de 1934 – 20 de marzo de 1939
- Sir Henry C. D. Cleveland Mackenzie-Kennedy: 20 de marzo de 1939 – 8 de agosto de 1942
- Sir Edmund Charles Smith Richards: 8 de agosto de 1942 – 27 de marzo de 1947
- Geoffrey Francis Taylor Colby: 30 de marzo de 1948 – 10 de abril de 1956
- Sir Robert Perceval Armitage: 10 de abril de 1956 – 10 de abril de 1961
- Sir Glyn Smallwood Jones: 10 de abril de 1961 – 6 de julio de 1964